# Danilo Martelli
Danilo Martelli (* 27. Mai 1923 in Castellucchio; † 4. Mai 1949 in Superga) war ein italienischer Fußballspieler. Er gehörte dem so genannten Grande Torino an und holte mit der Mannschaft drei Meisterschaften.

## Karriere
Danilo Martelli wurde am 27. Mai 1923 in Castellucchio, einer Stadt in der norditalienischen Provinz Mantua, geboren. In der Jugend von Marzotto Manerbio lernte er das Fußballspielen und wurde dort von der AC Brescia entdeckt. 1941 wechselte der junge Mittelfeldspieler nach Brescia und spielte dort fortan in der zweitklassigen Serie B. In seiner zweiten Saison bei der AC Brescia gelang Martellis Mannschaft sportlich der Aufstieg in die Serie A. Allerdings wurde die Erstklassigkeit vorerst durch die Spielpause aufgrund des fortschreitenden Zweiten Weltkriegs verhindert. Nach Kriegsende spielte Danilo Martelli in der italienischen Fußballmeisterschaft 1945/46 seine einzige Erstligasaison mit der AC Brescia, an deren Ende man einen beachtlichen vierten Platz belegte.
Im Sommer 1946 wechselte Danilo Martelli zum amtierenden italienischen Fußballmeister AC Turin. Die AC Turin bildete zur damaligen Zeit mit dem so genannten Grande Torino die mit Abstand beste Mannschaft Italiens, die in den 1940er Jahren serienweise Meister wurde. Mit Spielern wie Valentino Mazzola, Pietro Ferraris oder Guglielmo Gabetto wurde die AC Turin im ersten Jahr nach Martellis Ankunft erneut italienischer Meister. Die Serie A 1946/47 beendete man mit zehn Punkten vor Lokalrivale Juventus Turin auf Platz eins. Im Folgejahr konnte man diesen Titel souverän verteidigen, diesmal betrug der Abstand auf die zweitplatzierte AC Mailand sogar 16 Zähler. Auch die Saison 1948/49 wurde mit der Meisterschaft abgeschlossen.

## Tod
Nachdem die Meisterschaft 1948/49 nach einem Punktgewinn bei der AS Bari bereits lange vor Saisonende feststand, vereinbarte Vereinspräsident Ferruccio Novo ein Freundschaftsspiel bei Benfica Lissabon. Auf dem Rückflug kollidierte die Fiat G.212 bei starkem Nebel mit dem Wallfahrtshügel Superga vor den Toren Turins. Bei dem Unfall starben alle im Flugzeug Anwesenden, darunter achtzehn Spieler des Grande Torino. Einzig Sauro Tomà war von der glorreichen Mannschaft übrig geblieben, da er aufgrund einer Verletzung nicht mit nach Portugal geflogen war. 
Nach seinem frühen Tod beim Flugunfall von Superga wurde Danilo Martelli mehrfach geehrt. So trägt das Stadion in Mantua seinen Namen und nennt sich seit 1961 Stadio Danilo Martelli. Das Stadion bietet heutzutage Platz für knapp 15.000 Zuschauer und dient dem Drittligisten AC Mantova als Austragungsort für Heimspiele. Weiterhin ist in Martellis Heimatstadt Castellucchio mit der US Danilo Martelli ein Amateurklub nach dem ehemaligen Spieler benannt. Auch im nahegelegenen Piadena heißt ein Amateurverein GS Danilo Martelli.

## Erfolge
- Italienische Meisterschaft: 3×

1946/47, 1947/48 und 1948/49 mit der AC Turin